# فايدرا (راسين)

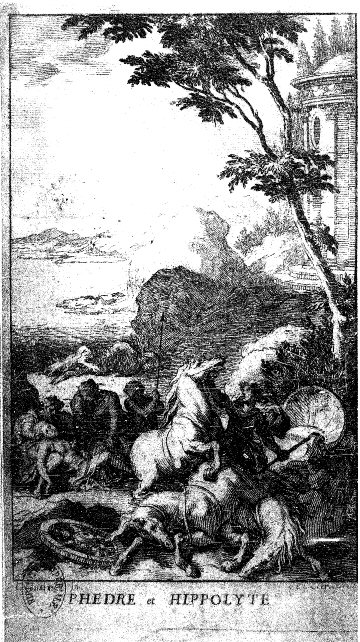

فايدرا هي تراجيديا مكونة من 5 فصول ألفها جان راسين وعُرضت لأول مرة في 1 يناير 1677 بفندق البورجوني تحت عنوان فيدر وهيبوليتوس ، وتحت هذا العنوان أيضاً نُشرت لأول مرة في نفس العام. اعتمد راسين هذا الاسم بعد طبعة عام 1687.
تتكون فايدرا من 5 فصول مكتوبة بأبيات من الشعر عام 1677 بباريس.

## شخصيات
- ثيسيوس ملك أثينا
- فايدرا زوجة ثيسيوس، ابنة مينوس وباسيفاي
- هيبوليتوس ابن ثيسيوس وأنتيوب
- أريسي أميرة الدم الملكي بأثينا وأخت البالونتيد
- أونون ممرضة ومربية فايدرا
- تيرامن، مربي هيبوليتوس
- إيسمن، مربية ومساعدة أريسي

## ملخص

### الفصل الأول
يتكون الفصل الأول من 5 مشاهد.
تدور أحداث الفصل بإعلان هيبوليتوس لمربيه تيرامان نيته ترك تريزين ليهرب من زوجة أبيه فايدرا الذي لا يحبها وليهرب من حبه لأريسي، أخت البالونتيد، أعدائهم. اعترفت فايدار لمساعدتها أونون عن حبها لهيبوليتوس ابن زوجها. تو إعلان موت ثيسيوس.

### الفصل الثاني
يتكون الفصل الثاني من 6 مشاهد.
عرض هيبوليتوس على أريسي رد عرش أتيكا لها؛ الذي أصبح شاغراً بعد موت ثيسيوس، واعترف بحبه لها. انقطع حديثهما بمجيئ فايدرا لتطلب من هيبوليتوس رعاية ابنها ومنها تطرق الحديث إلى كشفها عن حبها له.

### الفصل الثالث
يتكون الفصل الثالث من 6 مشاهد.
ثيسيوس، الذي لم يمت، وصل إلي تريزين وفوجئ لتلقي مثل هذا الاستقبال البارد. هيبوليتس الذي كان ينوي الاعتراف بحب أريسي الذي يسكن قلبه لأبيه ثيسيوس. تجنب زوجة أبيه، يسود فايدرا إحساس بالذنب.

### الفصل الرابع
يتكون الفصل الرابع من 6 مشاهد.
أونون التي كانت تخشى على سيدتها من الانتحار، أخبرت ثيسيوس ان هيبوليتوس هجم على فايدرا وحاول التعدي عليها وتدنيس فراش أبيه. واعطته سيف هيبوليتوس الذي تركه وهو يهدد فايدار. لعن ثيسيوس هيبوليتوس ونفاه بعيداً وطلب من الإله نبتون، إله البحر، الانتقام منه. أرادت فايدرا تبرئة هيبوليتوس وذهبت لثيسيوس لإعلامه بهذا ولكنها علمت منه حب هيبوليتوس لأريسي فأرادت الانتقام من هيبوليتوس الذي لم يشعر بحبها ولم تبرأه.

### الفصل الخامس
يتكون الفصل الخامس من سبع فصول.
رحل هيبوليتوس بعدما وعد أريسي بالزواج بها خارج البلد. كان لدى ثيسيوس شكوك بالتهم الموجهة إلى ابنه وعلم أن وحش قد قتل ابنه. وعندما أراد التأكد من براءة ابنه طلب رؤية أونون ولكنها كانت قد انتحرت بسبب كره فايدرا لها لانها شجعتها على فعلتها. وعندها اعترفت فايدرا لثيسيوس ببراءة ابته بعدما أخذت السم وماتت.